# Paul Posa
Paul Posa (Auckland, Nueva Zelanda, 24 de octubre de 1961) es un entrenador de fútbol neozelandés. Desde enero de 2025 dirige al Auckland City F. C. de su país.

## Trayectoria
Comenzó su carrera en el Auckland City, dónde debutó al mando del equipo en 2008. Allí se mantuvo hasta 2010, consagrándose campeón del fútbol local en el 2009. Tras un breve paso por el Central United F. C , volvería a su primer Club en enero de 2025, dónde conquistó el título de la Liga de Campeones de la OFC de dicho año. Fue el entrenador del equipo durante la Copa Mundial de Clubes de la FIFA 2025.

## Palmarés

#### Títulos nacionales
| Título                                | Equipo              | País          | Año     |
| ------------------------------------- | ------------------- | ------------- | ------- |
| Campeonato de Fútbol de Nueva Zelanda | Auckland City F. C. | Nueva Zelanda | 2008-09 |

#### Títulos internacionales
| Título                      | Equipo              | País          | Año  |
| --------------------------- | ------------------- | ------------- | ---- |
| Liga de Campeones de la OFC | Auckland City F. C. | Nueva Zelanda | 2025 |